# 나가사키 로프웨이

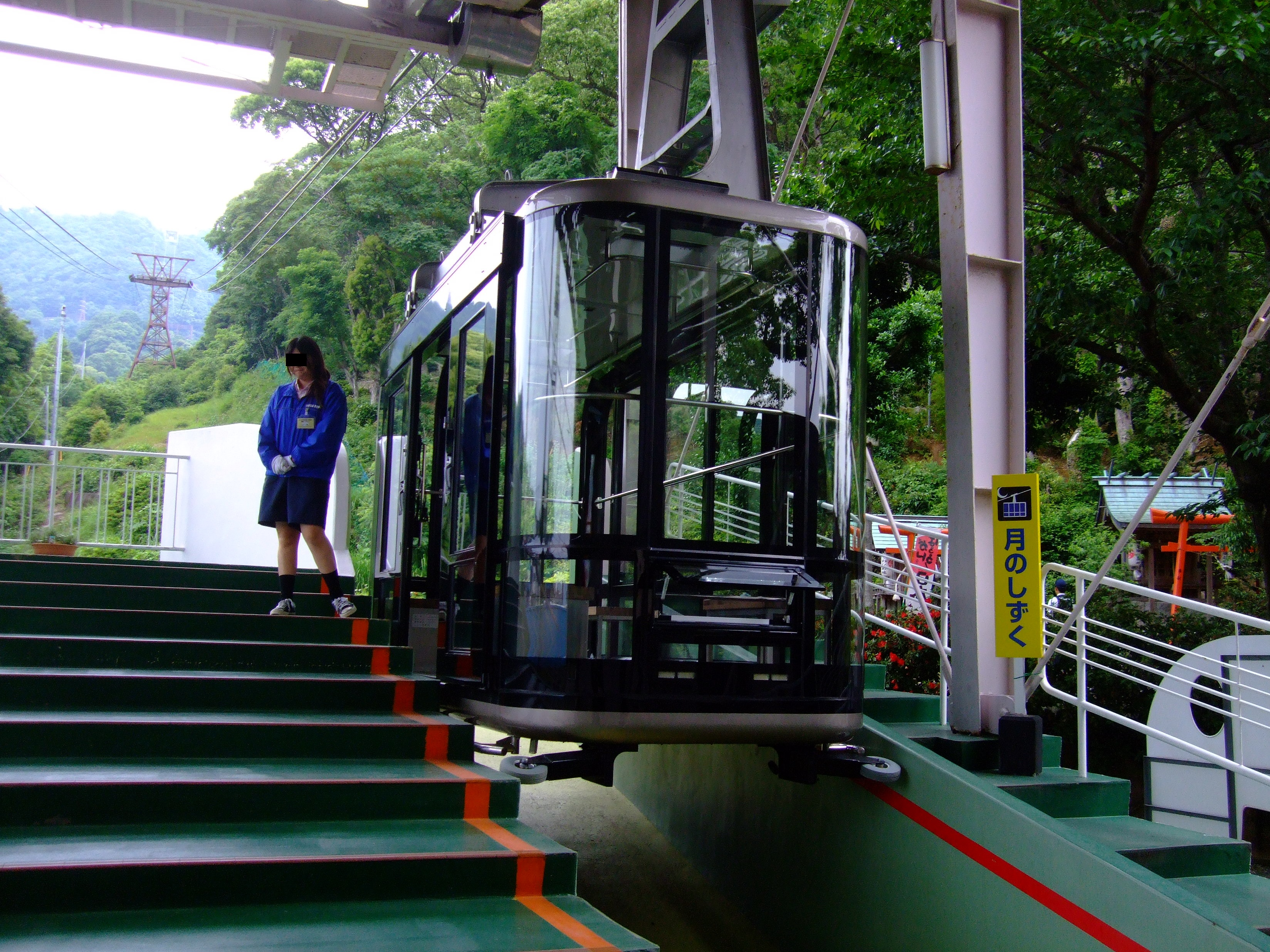
나가사키 로프웨이

나가사키 로프웨이(일본어: 長崎ロープウェイ)는 일본 나가사키현 나가사키시에 있는 삭도이다. 이나사 산의 삭도 노선으로, 운행 간격 보통 20분이며, 18시부터 22시까지는 15분 간격으로 운행한다.

## 역 목록
후치 신사 역
- 산기슭의 역

이나사다케 역
- 산 정상 역